# Jewish Quarterly
Jewish Quarterly (JQ) ist eine 1953 durch Jacob Sonntag in London begründete jüdische Zeitschrift. Sie wird bei Taylor & Francis in Abingdon verlegt. Das Magazin beschäftigt sich mit jüdischer Literatur, Politik und Kultur. Die Zeitschrift vergibt jährlich den Wingate Literary Prize. Autoren des Blatten waren u. a. Amos Oz, Naomi Alderman, Howard Jacobson, Zadie Smith, David Grossman und Simon Sebag Montefiore. 2012 wurde sie mit dem American University Presses’ Design Award für das beste Design einer Zeitschrift ausgezeichnet.
Von 1994 bis 1997 war Elena Lappin Chefredakteurin.